# Депутати Верховної Ради Автономної Республіки Крим 4-го скликання
Список депутатів Верховної Ради Автономної Республіки Крим 4-го скликання (2002–2006)
| Прізвище ім'я по батькові         | Рік народження | Виборчий округ | Місце обрання            | партійність                               |
| --------------------------------- | -------------- | -------------- | ------------------------ | ----------------------------------------- |
| Абдулаєв Азіз Рефатович           | 1953           | 88             | Сакський район           | Безпартійний                              |
| Авідзба Анатолій Мканович         | 1951           | 54             | Ялта                     | Компартія України                         |
| Адамень Федір Федорович           | 1941           | 98             | Совєтський район         | Безпартійний                              |
| Агєєв Віктор Миколайович          | 1959           | 31             | Сімферополь              | Безпартійний                              |
| Акімов Павло Іванович             | 1951           | 85             | Роздольненський район    | Аграрна партія України                    |
| Акопян Рудольф Сароєвич           | 1944           | 86             | Роздольненський район    | Безпартійний                              |
| Алексєєнко Світлана Степанівна    | 1938–2009      | 5              | Джанкой                  | Селянська партія України                  |
| Ануфрієв Володимир Олександрович  | 1938–2011      | 35             | Сімферополь              | безпартійний                              |
| Арабаджиев Володимир Іванович     | 1953           | 20             | Керч                     | Безпартійний                              |
| Аронов Рувим Львович              | 1955           | 41             | Сімферополь              | Безпартійний                              |
| Арудов Малхазі Семенович          | 1960           | 78             | Ленінський район         | Партія «Демократичний союз»               |
| Асмолова Олена Миколаївна         | 1965           | 3              | Алушта                   | Компартія України                         |
| Бабанін Геннадій Іванович         | 1957           | 47             | Феодосія                 | Безпартійний                              |
| Бабенко Геннадій Олександрович    | 1950           | 27             | Сімферополь              | Безпартійний                              |
| Багров Микола Васильович          | 1937           | 43             | Сімферополь              | Безпартійний                              |
| Бартєнєв Олександр Володимирович  | 1958–2013      | 49             | Феодосія                 | Безпартійний                              |
| Баталін Олександр Сергійович      | 1946           | 42             | Сімферополь              | Партія промисловців і підприємців України |
| Безазієв Лентун Романович         | 1942           | 29             | Сімферополь              | Компартія України                         |
| Бондар Олександр Петрович         | 1955           | 82             | Нижньогірський район     | Компартія України                         |
| Бондар Іван Якович                | 1941           | 89             | Сакський район           | Народно-демократична партія               |
| Борисов Олексій Дмитрович         | 1950–2007      | 19             | Керч                     | Безпартійний                              |
| Бубнов Євген Григорович           | 1958           | 33             | Сімферополь              | Безпартійний                              |
| Бурдюгов Анатолій Федорович       | 1958           | 97             | Совєтський район         | Безпартійний                              |
| Бурею Іван Степанович             | 1944           | 11             | Євпаторія                | Безпартійний                              |
| Веліжанський Сергій Костянтинович | 1960           | 68             | Джанкойський район       | Безпартійний                              |
| Веліляєв Ресуль Рефатович         | 1957           | 62             | Білогірський район       | Народно-демократична партія               |
| Верченко Віталій Олексійович      | 1940           | 90             | Сімферопольський район   | Аграрна партія України                    |
| Ганиш Василь Васильович           | 1957           | 50             | Феодосія                 | Безпартійний                              |
| Гафаров Едіп Саїдович             | 1952           | 69             | Кіровський район         | Безпартійний                              |
| Глобінец Григорій Іванович        | 1952           | 75             | Красногвардійський район | Аграрна партія України                    |
| Голікова Валентина Федорівна      | 1950           | 1              | Алушта                   | Компартія України                         |
| Гресс Олександр Олександрович     | 1971           | 87             | Сакський район           | Народно-демократична партія               |
| Гржибовська Галина Миколаївна     | 1947           | 60             | Бахчисарайський район    | безпартійна                               |
| Гриценко Анатолій Павлович        | 1958           | 79             | Ленінський район         | Безпартійний                              |
| Груба Григорій Іванович           | 1954           | 99             | Чорноморський район      | Безпартійний                              |
| Гукштейн Євген Абрамович          | 1951           | 34             | Сімферополь              | СДПУ (о)                                  |
| Дегтярьов Віктор Григорович       | 1938           | 23             | Саки                     | Компартія України                         |
| Дейч Борис Давидович              | 1938           | 44             | Судак                    | Партія регіонів                           |
| Дзоз Віталіна Олексіївна          | 1955           | 51             | Ялта                     | безпартійна                               |
| Донич Сергій Георгійович          | 1961           | 40             | Сімферополь              | Компартія України                         |
| Дичук Віталій Вікторович          | 1971           | 77             | Щолкіне                  | Трудова Україна                           |
| Закорецький Володимир Миколайович | 1954           | 94             | Сімферопольський район   | Аграрна партія України                    |
| Іванов Панас Якович               | 1951           | 30             | Сімферополь              | Компартія України                         |
| Іваненко Петро Іванович           | 1947           | 13             | Керч                     | Компартія України                         |
| Іоффе Адольф Абрамович            | 1929           | 36             | Сімферополь              | Безпартійний                              |
| Казарін Володимир Павлович        | 1952           | 38             | Сімферополь              | Компартія України                         |
| Калин Петро Савелійович           | 1949           | 93             | Сімферопольський район   | Аграрна партія України                    |
| Кангієв Альберт Османович         | 1963           | 63             | Білогірський район       | Народно-демократична партія               |
| Катенкарій Сергій Іванович        | 1952           | 9              | Євпаторія                | Безпартійний                              |
| Кисельов Василь Олексійович       | 1948           | 67             | Джанкойський район       | Партія регіонів                           |
| Кличников Володимир Миколайович   | 1964           | 95             | Сімферопольський район   | Партія «Союз»                             |
| Колісниченко Микола Петрович      | 1949           | 64             | Білогірський район       | Компартія України                         |
| Коломійцев Юрій Ілліч             | 1967           | 65             | Джанкойський район       | Безпартійний                              |
| Котляревський Микола Миколайович  | 1973           | 7              | Євпаторія                | Безпартійний                              |
| Коротких Сергій Васильович        | 1958           | 80             | Нижньогірський район     | Компартія України                         |
| Котовський Олександр Валерійович  | 1963           | 14             | Керч                     | Народно-демократична партія               |
| Коцеруба Анатолій Якович          | 1942           | 56             | Ялта                     | СДПУ (о)                                  |
| Кравченко Олександр Григорович    | 1952           | 8              | Євпаторія                | Партія регіонів                           |
| Куніцин Сергій Володимирович      | 1960           | 21             | Красноперекопськ         | Народно-демократична партія               |
| Лазарев Анатолій Іванович         | 1941           | 32             | Сімферополь              | Компартія України                         |
| Лютіков Володимир Іванович        | 1954           | 15             | Керч                     | Безпартійний                              |
| Малахов Олександр Сергійович      | 1968           | 2              | Алушта                   | Безпартійний                              |
| Мемедляєв Сервер Смедляевіч       | 1960           | 70             | Кіровський район         | Аграрна партія України                    |
| Михайлов Євген Анатолійович       | 1951           | 45             | Судак                    | Безпартійний                              |
| Мостовий Віталій Васильович       | 1949           | 55             | Ялта                     | СДПУ (о)                                  |
| Нефед Роман Борисович             | 1965           | 96             | Сімферопольський район   | Безпартійний                              |
| Осадчий Олег Володимирович        | 1951           | 16             | Керч                     | Безпартійний                              |
| Османов Кадир Мустафаевич         | 1956           | 71             | Кіровський район         | Аграрна партія України                    |
| Паламарчук Микола Петрович        | 1954           | 25             | Сімферополь              | Безпартійний                              |
| Піронко Анатолій Вікторович       | 1946           | 28             | Сімферополь              | Компартія України                         |
| Плужникова Ніна Георгіївна        | 1950           | 18             | Керч                     | Компартія України                         |
| Поліщук Володимир Володимирович   | 1958           | 81             | Нижньогірський район     | Безпартійний                              |
| Прадун Валентин Пантелійович      | 1956           | 100            | Чорноморський район      | Безпартійний                              |
| Припутников Андрій Володимирович  | 1962           | 37             | Сімферополь              | Безпартійний                              |
| Пятов Василь Васильович           | 1959           | 83             | Первомайський район      | Безпартійний                              |
| Раєнко Володимир Миколайович      | 1953           | 58             | Бахчисарайський район    | Безпартійний                              |
| Родівілов Олег Леонідович         | 1965           | 10             | Євпаторія                | Партія «Російсько-український союз»       |
| Русецький Олег Леонідович         | 1961           | 66             | Джанкойський район       | Аграрна партія України                    |
| Рижко Володимир Миколайович       | 1955           | 84             | Первомайський район      | Аграрна партія України                    |
| Рюмшин Андрій Васильович          | 1964           | 73             | Красногвардійський район | Безпартійний                              |
| Рябошапко Володимир Іванович      | 1949           | 92             | Сімферопольський район   | Безпартійний                              |
| Сенченко Андрій Віленович         | 1959           | 39             | Сімферополь              | Безпартійний                              |
| Синицький Валентин Борисович      | 1948           | 6              | Джанкой                  | Народно-демократична партія               |
| Стадник Віталій Михайлович        | 1960           | 72             | Красногвардійський район | Безпартійний                              |
| Томашек Георгій Іванович          | 1944           | 91             | Сімферопольський район   | Аграрна партія України                    |
| Трандафіл Кирило Іванович         | 1950           | 22             | Красноперекопськ         | Безпартійний                              |
| Умеров Ільмі Рустемович           | 1957           | 59             | Бахчисарайський район    | Безпартійний                              |
| Умрихіна Тетяна Вікторівна        | 1953           | 18             | Керч                     | Компартія України                         |
| Хоменко Володимир Петрович        | 1954           | 4              | Армянськ                 | Безпартійний                              |
| Цеков Сергій Павлович             | 1953           | 74             | Красногвардійський район | Партія «Російсько-український союз»       |
| Циганський Володимир Андрійович   | 1952           | 61             | Бахчисарайський район    | Аграрна партія України                    |
| Черноморов Олександр Миколайович  | 1953           | 53             | Ялта                     | За Русь єдину                             |
| Чумаченко Олександр Миколайович   | 1961           | 46             | Феодосія                 | Народно-демократична партія               |
| Шайдеров Володимир Олександрович  | 1956–2008      | 48             | Феодосія                 | Безпартійний                              |
| Шаталов Микола Олександрович      | 1952           | 12             | Керч                     | Безпартійний                              |
| Шестаковський Петро Григорович    | 1954           | 76             | Красноперекопський район | Аграрна партія України                    |
| Шибірін Олександр Якович          | 1954           | 53             | Ялта                     | Безпартійний                              |
| Шкаберін Володимир Миколайович    | 1950           | 24             | Саки                     | Безпартійний                              |
| Шувайников Сергій Іванович        | 1954           | 26             | Сімферополь              | За Русь єдину                             |
| Янакі Микола Леонтійович          | 1969           | 57             | Ялта                     | Безпартійний                              |